# Trampolino Sulzenhof

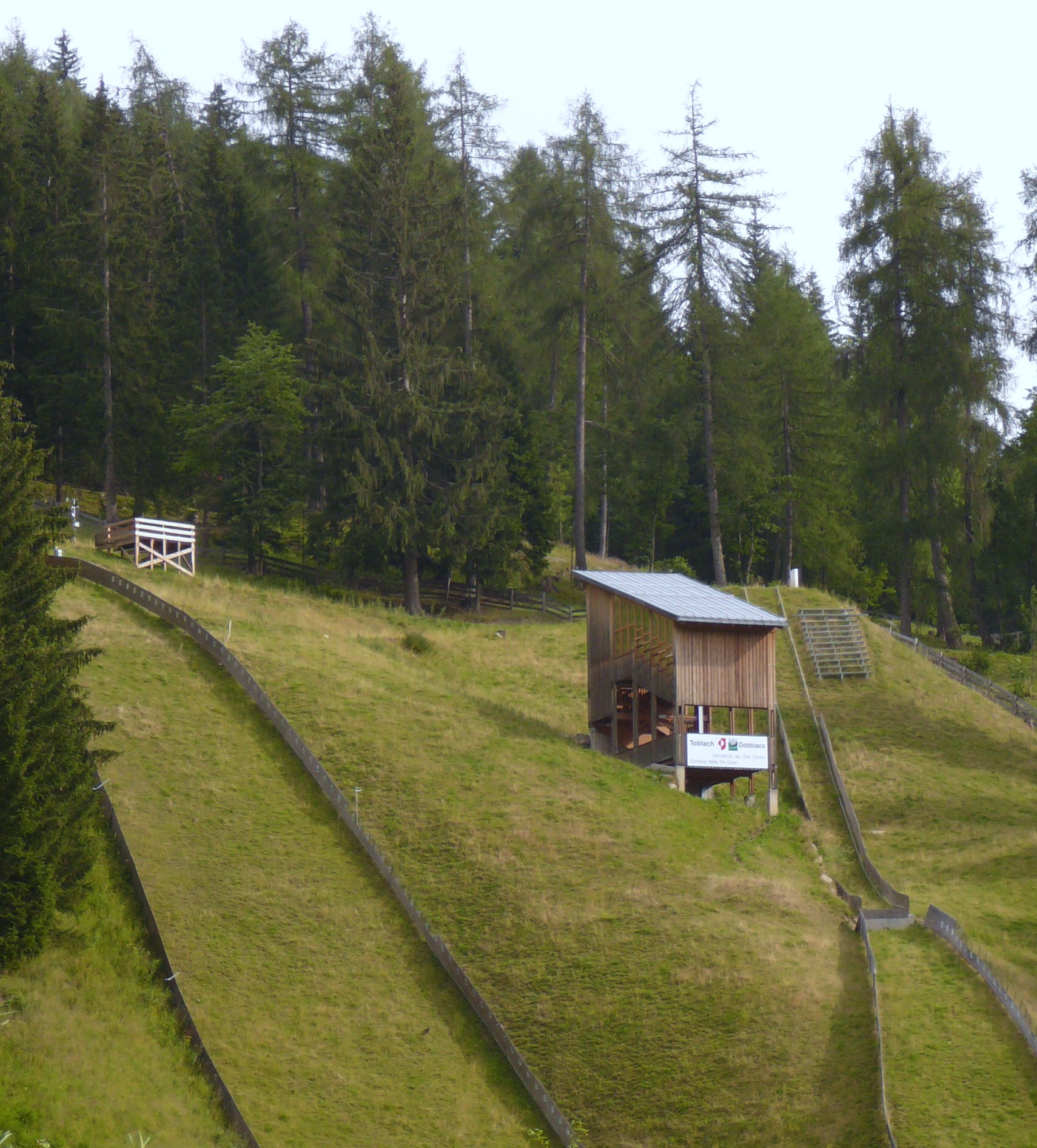
I trampolini nell'estate 2009

Il trampolino Sulzenhof (in tedesco: Skisprungschanzen Sulzenhof), conosciuto anche come trampolino di Dobbiaco (Toblacher Skisprungschanzen), è un trampolino di salto con gli sci situato a Dobbiaco, in val Pusteria, nella provincia autonoma di Bolzano.
Il complesso, di proprietà dello Sci Club Dobbiaco, include un trampolino di categoria media HS74 (punto K67) e due più piccoli HS 40 (K37) e H21 (K22), utilizzabili solo nella stagione invernale, in quanto non provvisti di stuoie plastiche.
Per dimensioni è il più grande trampolino dell'Alto Adige, ma anche il più piccolo impianto utilizzato dalla Coppa Continentale di salto con gli sci femminile, che vi ha fatto tappa negli anni 2005-2009.

## Storia
Nel 1911 l'Associazione ciclismo e sport invernali di Dobbiaco (in tedesco Radfahr-Verein und Winter Sportclub, fondata nel 1899) realizzò un piccolo trampolino di 20 metri. Dopo la prima guerra mondiale, la società fu ridenominata "Alta Pusteria" e nel 1919 vennero realizzati altri due trampolini, che successivamente vennero ricostruiti ed ampliati più volte.
Dopo la seconda guerra mondiale, l'ingegnere Fritz Terschak costruì nel 1950 un trampolino più grande, su cui poi si svolsero diverse gari nazionali ed internazionali, tra cui si distinse Enzo Perin. Dal 1958 al 1967 lo sci nordico subisce un arresto, ma negli anni 1970 e 1972, il trampolino viene ampliato da 30 e 60 metri, grazie al contributo della provincia di Bolzano, alla comunità locale e soprattutto per l'interessamento del CONI; Dobbiaco era infatti stata elevata al rango di centro federale per lo sci nordico e fu sede di un'edizione dei Giochi della Gioventù invernali.
Nel 2002 i tre salti sono stati ulteriormente ammodernati e potenziati; la riapertura è avvenuta nel marzo 2003. Dal 2005 al 2009 la struttura maggiore ha ospitato quasi stabilmente una tappa di Coppa Continentale femminile e nel 2007 gli OPA Nordic Junior Games.

## Record
Il record del trampolino medio K67 è di 76 metri, fissato dalla norvegese Anette Sagen il 23 gennaio 2008 durante gli allenamenti per la Coppa Continentale di salto con gli sci. Il primato maschile appartiene all'italiano Alex Insam (69 m nel 2012).
Nel trampolino K37 il primato maschile di 37,5 m appartiene a Giulio Bezzi (2012) e quello femminile di 31 m a Lara Malsiner (2012).
Il record del trampolino K22 è di 22,5 m.

## Gare principali
| Data            | Primo             | Secondo        | Terzo                      | Gara                                           |
| --------------- | ----------------- | -------------- | -------------------------- | ---------------------------------------------- |
| 19 gennaio 2005 | Anette Sagen      | Lindsey Van    | Jessica Jerome             | Coppa Continentale                             |
| 18 gennaio 2006 | Anette Sagen      | Lisa Demetz    | Jessica Jerome             | Coppa Continentale                             |
| 15 gennaio 2007 | Anette Sagen      | Ulrike Gräßler | Daniela Iraschko           | Coppa Continentale (in sostituzione di Ljubno) |
| 16 gennaio 2007 | Anette Sagen      | Ulrike Gräßler | Bigna Windmüller           | Coppa Continentale                             |
| 3 marzo 2007    | Christoph Stauder | Jan Mayländer  | Aleš Oblak                 | OPA Nordic Junior Games                        |
| 3 marzo 2007    | Daniel Wenig      | André Wesch    | Marco Grigoli              | OPA Nordic Junior Games                        |
| 23 gennaio 2008 | Anette Sagen      | Maja Vtič      | Jacqueline Seifriedsberger | Coppa Continentale                             |
| 21 gennaio 2009 | Lisa Demetz       | Evelyn Insam   | Line Jahr                  | Coppa Continentale                             |

Fonte: banca dati FIS